# المليونير الفقير (فلم)
المليونير الفقير هو فيلم مصري من تمثيل الممثل الفكاهي إسماعيل ياسين، والمطربة فايزة أحمد، وإخراج حسن الصيفي.

## قصة الفيلم
يقوم العُمدة (لطفي الحكيم) بإرسال جعران أفندي (إسماعيل ياسين) ومعه 500 جنيه لنباهته إلى القاهرة ليشتري شبكة لابنه. لكن يسرقه سامي سامي أحد اللصوص (عباس فارس)، فيضطر جعران إلى العمل في أحد الفنادق، وهناك يقابل سميرة (فايزة أحمد) تعمل في قسم الاتصالات في الفندق، ويتبادلان الإعجاب.

## أغاني الفيلم
تغني فايزة أحمد في الفيلم أربع أغنيات كلها من كلمات فتحي قورة، لعل أشهرها هي أغنية «يا حلاوتك يا جمالك»، من تلحين فريد الأطرش، كما تشترك في غناء أغنيتين مع إسماعيل ياسين هما «الأسانسير» (لحن عبد العزيز محمود)، و«أنا ح تجنن» (لحن منير مراد)، كما غنت أغنية عشان بحبك أنا (لحن بليغ حمدي).